# Шаззо, Рамазан Измаилович
Рамазан Измаилович Шаззо (20.09.1943-19.09.2018) — российский учёный в области переработки и хранения сельскохозяйственной продукции, член-корреспондент РАСХН (2001), член-корреспондент РАН (2014).

## Биография
Родился в ауле Урупский Успенского района Краснодарского края. Окончил Краснодарский политехнический институт (1970).
- 1970—1971 старший инженер СПК «Росторгмонтаж», г. Сочи.
- 1971—1974 младший научный сотрудник Краснодарского НИИ пищевой промышленности.
- 1974—1985 старший научный сотрудник, с 1975 заведующий отделом технологических холодильных установок Северо-Кавказского отделения ВНИИ холодильной промышленности.
- 1985—1992 директор Краснодарского филиала ВНИИ консервной и овощесушильной промышленности.
- 1992—2012 директор Краснодарского НИИ хранения и переработки с.-х. продукции.

Разработчик новых физико-химических методов обработки и хранения сырья растительного происхождения.
Доктор технических наук (1994), профессор (1999), член-корреспондент РАСХН (2001), член-корреспондент РАН (2014).
Изобретатель СССР (1983). Получил 134 авторских свидетельства и патента на изобретения.
Публикации:
- Низкотемпературная сушка пищевых продуктов в кондиционированном воздухе / соавт. В. М. Шляховецкий. — М.: Колос, 1994. — 117 с.
- Термовлажностные и низкотемпературные теплотехнологические процессы и установки: учеб. пособие / соавт.: Б. И. Леончик, Г. И. Касьянов; Моск. гос. ун-т пищ. пр-в. — М., 1998. — 104 с.
- Функциональные продукты питания / соавт. Г. И. Касьянов. — М.: Колос, 2000.— 247 с.
- Физические способы получения пектина / соавт. А. И. Богус. — Краснодар: Экоинвест, 2003. — 127 с.
- Мембранная технология для осветления соков / соавт.: Н. Н. Корастилева и др.; Краснод. НИИ хранения и перераб. с.-х. продукции.- М., 2006. — 66 с.
- Научно-практическое обоснование технологии структурированных продуктов питания на основе растительного и рыбного сырья: моногр. / соавт.: В. В. Лисовой, Е. Е. Иванова; Краснод. НИИ хранения и перераб. с.-х. продукции. — Краснодар: Изд. Дом-Юг, 2012.- 138 с.
- Инновационные технологии интенсификации производства высококачественной экологически безопасной продукции животноводства и птицеводства: учеб.-метод. пособие / соавт.: И. Ф. Горлов и др.; ГНУ Краснод. НИИ хранения и перераб. с.-х. продукции и др. — Волгоград, 2013. — 23 с.
- Топинамбур: биология, агротехника выращивания, место в экосистеме, технологии переработки (вчера, сегодня, завтра): моногр. / соавт.: Р. А. Гиш и др.; ГНУ Краснод. НИИ хранения и перераб. с.-х. продукции. — Краснодар: Изд. Дом-Юг, 2013. — 181 с.